# Ellsworth Fredericks
Pour les articles homonymes, voir Fredericks (homonymie) et Fredricks.
Ellsworth Fredericks (parfois crédité Ellsworth Fredricks), A.S.C., né le 2 juin 1904 à New York (État de New York), mort le 16 août 1993 à San Marcos (Banlieue de San Diego, Californie), est un directeur de la photographie américain.

## Biographie
Au cinéma, Ellsworth Fredericks débute sur I Like Your Nerve (1931) comme premier assistant opérateur, activité qu'il exerce sur quelques autres films jusqu'à La Malle de Singapour (1935). Dans l'intervalle, il est aussi cadreur sur Docteur X (1932) et Tarzan et sa compagne (1934). Il reprend cette deuxième fonction de cadreur à l'occasion de La Charge fantastique (1941) et Quand le jour viendra (1943), et surtout, sur onze films sortis entre 1948 et 1950, dont neuf où il assiste le chef opérateur Ted McCord. Parmi les réalisateurs dont il est cadreur, citons Michael Curtiz (cinq films, y inclus Docteur X nommé plus haut et Boulevard des passions en 1949) et John Huston (deux films sortis en 1948, Le Trésor de la Sierra Madre et Key Largo).
Ellsworth Fredericks devient lui-même directeur de la photographie sur un court métrage de Richard L. Bare sorti en 1952 (il retrouve ce réalisateur pour huit autres courts métrages, le dernier en 1955). Le premier long métrage dont il dirige les prises de vues est Mon grand de Robert Wise (1953, avec Jane Wyman et Sterling Hayden). En tout, il exerce à ce poste sur cinquante-et-un films américains (y compris les courts métrages déjà évoqués). Ses deux derniers sortent en 1969, dont le western Charro de Charles Marquis Warren, avec Elvis Presley et Ina Balin.
Il est également chef opérateur des réalisateurs William Wyler (le western La Loi du Seigneur en 1956, avec Gary Cooper et Dorothy McGuire), Don Siegel (L'Invasion des profanateurs de sépultures en 1956, avec Kevin McCarthy et Dana Wynter), Joshua Logan (ex. : Sayonara en 1957, avec Marlon Brando), Elia Kazan (Le Fleuve sauvage en 1960, avec Montgomery Clift et Lee Remick), ou encore John Frankenheimer (Sept jours en mai en 1964, avec Burt Lancaster et Kirk Douglas), entre autres.
Sayonara pré-cité lui vaut en 1958 une nomination à l'Oscar de la meilleure photographie.
À la télévision, Ellsworth Fredericks est directeur de la photographie sur douze séries (de 1951 à 1959) et trois téléfilms (diffusés en 1964, 1966 et 1967).

## Filmographie partielle

### Au cinéma

#### Premier assistant opérateur
- 1931 : I Like Your Nerve de William C. McGann
- 1932 : The Rich Are Always with Us d'Alfred E. Green
- 1932 : Street of Women d'Archie Mayo
- 1933 : International House d'A. Edward Sutherland
- 1933 : Sa douce maison (The House on 56th Street) de Robert Florey
- 1935 : La Malle de Singapour (China Seas) de Tay Garnett

#### Cadreur
- 1932 : Docteur X (Doctor X) de Michael Curtiz
- 1934 : Tarzan et sa compagne (Tarzan and his Mate) de Jack Conway et Cedric Gibbons
- 1941 : La Charge fantastique (They died with their Boots on) de Raoul Walsh
- 1943 : Quand le jour viendra (Watch on the Rhine) d'Herman Shumlin
- 1948 : Le Trésor de la Sierra Madre (The Treasure of the Sierra Madre) de John Huston
- 1948 : Key Largo de John Huston
- 1948 : Johnny Belinda de Jean Negulesco
- 1948 : La Mariée du dimanche (June Bride) de Bretaigne Windust
- 1949 : The Lady Takes a Sailor de Michael Curtiz
- 1949 : Boulevard des passions (Flamingo Road) de Michael Curtiz
- 1950 : La Femme aux chimères (Young Man with a Horn) de Michael Curtiz
- 1950 : Pilote du diable (Chain Lightning) de Stuart Heisler
- 1950 : L'Esclave du gang (The Damned don't cry) de Vincent Sherman
- 1950 : Trafic en haute mer (The Breaking Point) de Michael Curtiz
- 1950 : La Révolte des dieux rouges (Rocky Mountain) de William Keighley

#### Directeur de la photographie
- 1952 : So You're Going to the Dentist de Richard L. Bare (court métrage)
- 1953 : Mon grand (So Big) de Robert Wise
- 1955 : Le Doigt sur la gâchette (At Gunpoint) d'Alfred L. Werker
- 1955 : Seven Angry Men de Charles Marquis Warren
- 1955 : Amour, fleur sauvage (Shotgun) de Lesley Selander
- 1956 : L'Année 2056 (en) (World without End) d'Edward Bernds
- 1956 : La Loi du Seigneur (Friendly Persuasion) de William Wyler
- 1956 : Le Bataillon dans la nuit (Hold Black the Night) d'Allan Dwan
- 1956 : L'Invasion des profanateurs de sépultures (Invasion of the Body Snatchers) de Don Siegel
- 1957 : Femme d'Apache (Trooper Hook) de Charles Marquis Warren
- 1957 : Sayonara de Joshua Logan
- 1958 : Lueur dans la forêt (The Light in the Forest) d'Herschel Daugherty
- 1958 : Tueurs de feux à Maracaibo (Maracaibo) de Cornel Wilde
- 1960 : La Tête à l'envers (Tall Story) de Joshua Logan
- 1960 : Une seconde jeunesse (High Time) de Blake Edwards
- 1960 : Le Fleuve sauvage (Wild River) d'Elia Kazan
- 1961 : Sanctuaire (Sanctuary) de Tony Richardson
- 1962 : Les Fuyards du Zahrain (Escape from Zahrain) de Ronald Neame
- 1963 : Les Loups et l'Agneau (The Stripper) de Franklin J. Schaffner
- 1964 : Sept jours en mai (Seven Days in May) de John Frankenheimer
- 1965 : Joy in the Morning (en) d'Alex Segal
- 1966 : Mister Buddwing de Delbert Mann
- 1966 : Les Filles et comment s'en servir (en) (The Pad and How to Use It) de Brian G. Hutton
- 1967 : Le Pistolero de la rivière rouge (The Last Challenge) de Richard Thorpe
- 1967 : Le Justicier de l'Arizona (Return of the Gunfighter) de James Neilson
- 1968 : La Guerre des cerveaux (The Power) de Byron Haskin
- 1968 : Il y a un homme dans le lit de maman (With Six You Get Eggroll) d'Howard Morris
- 1968 : Que faisiez-vous quand les lumières se sont éteintes ? (Where Were You When the Lights Went Out?), de Hy Averback
- 1969 : Charro (Charro!) de Charles Marquis Warren
- 1969 : Les Griffes de la peur (Eye of the Cat) de David Lowell Rich

### À la télévision
Comme directeur de la photographie
- 1956 : série Gunsmoke ou Police des plaines (Gunsmoke ou Marshal Dillon), saison 1, épisode 26 Hack Prine de Charles Marquis Warren
- 1957 : série Alfred Hitchcock présente (Alfred Hitchcock presents), saison 2, épisode 15 Crackpot ; saison 3, épisode 11 Chantage (The Deadly) de Don Taylor
- 1967 : The Scorpio Letter, téléfilm de Richard Thorpe

## Nomination
- 1958 : Nomination à l'Oscar de la meilleure photographie pour Sayonara.